# Cámara de Representantes de Filipinas
La Cámara de Representantes de Filipinas (en filipino: Kapulungán ng mgá Kinatawán ng Pilipinas) es la cámara baja del Congreso de Filipinas, mientras que el Senado es la cámara alta; sin embargo, informalmente, la Cámara de Representantes es llamada el "Congreso". Asimismo, los miembros de la Casa de Representantes son llamados "congresistas" (mga kinatawán o mga konggresista) y su título es "representante". 
Los representantes son elegidos por un período de tres años y pueden ser reelegidos, pero no pueden servir más de tres períodos consecutivos. La mayor parte de los congresistas son representantes de distrito que representan a un área geográfica particular. Existen 238 distritos legales en el país, cada uno de los cuales se compone de unas 250.000 personas. También hay representantes sectoriales elegidos por medio de un sistema de lista de partidos, que conforman no más del 20% del total de congresistas.